# 1262 en santé et médecine
| Années de la santé et de la médecine : 1259 - 1260 - 1261 - 1262 - 1263 - 1264 - 1265    |
| Décennies de la santé et de la médecine : 1230 - 1240 - 1250 - 1260 - 1270 - 1280 - 1290 |

Cet article présente les faits marquants de l'année 1262 en santé et médecine.

## Événements

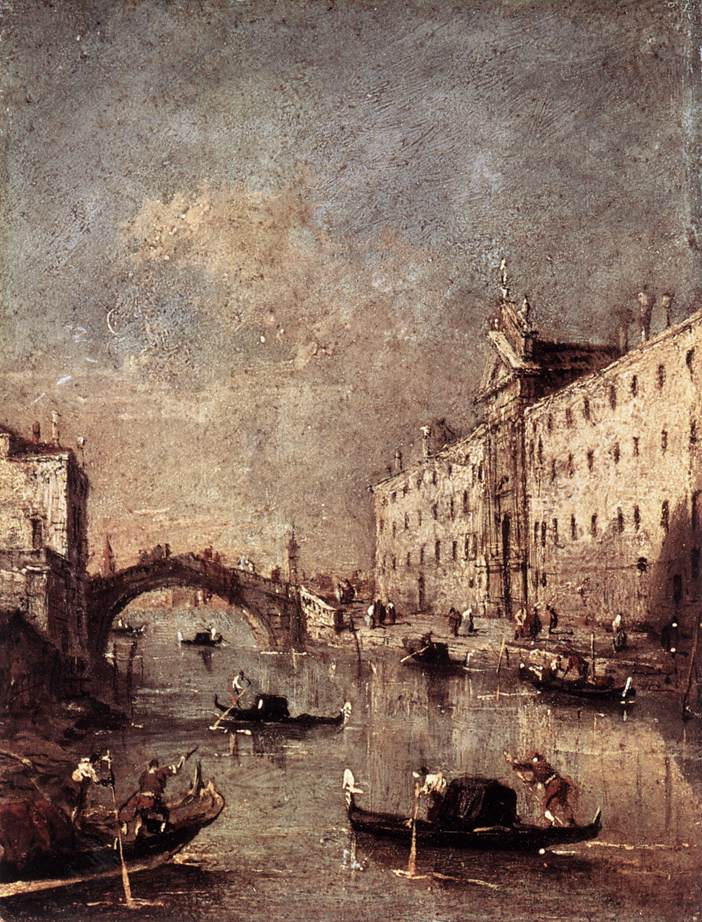
Francesco Guardi Le Rio dei Mendicanti (c. 1780)

- Fondation, à Avignon, de l'aumône de la rue de l'Épicerie, gérée par les apothicaires, dédiée à « l'assistance aux indigents » et « la célébration de services religieux pour les bienfaiteurs », et dont les régents sont chargés de l'inspection des apothicaireries[1].
- Fondée en 1224 dans la paroisse Saint-Gervais et Saint-Protais de Venise, la léproserie San Lazzaro dei Mendicanti (« Saint-Lazare des Mendiants ») est transportée sur l'île Saint-Lazare[2].
- Première mention de l'hôpital du Saint-Esprit de Wetzlar, en Allemagne, destiné à l'accueil des pauvres passants[3].
- Première mention de l'hospice de Chalamont, dans la Dombes, par Jean de Bourgogne, dit l'Antique[4].
- Première mention à Capestang, en Languedoc, de l'hôpital Saint-Jacques, situé  hors les murs sur la route de Béziers[5].
- Selon les statuts de la commune de Bologne, en Émilie, il suffit que les experts médicaux choisis par les juges soient « insoupçonnables et expérimentés[6] ».
- 1261-1262 : fondation à Basingstoke, dans le Hampshire en Angleterre, par Walter de Merton, de l'hôpital Saint-Jean Baptiste (Hospital of St. John the Baptist), destiné à l'accueil des membres du clergé dans le besoin[7].

## Personnalités
- Fl. Gérard, médecin, chanoine de Vitry, dans le Perthois, qui relève encore du comté de Champagne[8].
- Fl. Gilbert, médecin d'Agnès de Faucigny, comtesse de Savoie[8]
- Fl. Guy, médecin à Metz en Lorraine[8].
- 1262 au plus tard : fl. Laurent, barbier à Châlons, en Champagne[9].
- 1262-1264 : fl. Jean Beblequinus, chapelain et médecin du pape Urbain IV, peut-être parent de Jean Hellequin, médecin du roi de France Philippe le Bel[8].
- 1262-1296 ? : fl. Jean, médecin à la cour de Pierre II, comte de Savoie[10].
- 1262-1301 : fl. Félix de Trecis, médecin, neveu du pape Urbain IV, chanoine de Laon[10].

## Décès
- Entre 1262 et 1287 : Zambonino de Gazo (né à une date inconnue), professeur de médecine à Padoue, auteur d'un Tractatus de conservatione sanitatis[9].